# Obznana
Obznana (slovensko razglas) je zakon vlade Kraljevine SHS, sprejet v noči z 29. na 30. december 1920, s katero je do sprejema ustave prepovedana »vsaka komunistična in druga rušilna propaganda«. Poslancem Komunistične partije Jugoslavije, ki je na volitvah 28. novembra istega leta dobila 198.736 glasov in s tem 58 poslanskih mest, s čimer je bila tretja največja stranka v državi, so bili mandati odvzeti. Besedilo razglasa je bilo večinoma delo ministra za notranje zadeve, Milorada Draškovića, pod njim pa je bil podpisan predsednik vlade, Miljenko Vesnić ter vsi ministri. Obznana je bila objavljena z obrazložitvijo, da komunisti pripravljajo državni prevrat, zaradi česar so prepovedali njihovo javno delovanje.
Obznana je služila kot povod za vrsto nasilnih reakcij, med njimi spodleteli poskus atentata na prestolonaslednika Aleksandra v Beogradu 28. junija 1921, na dan razglasitve Vidovdanske ustave. Atentator Spasoje Steić je na zaslišanju izpovedal svoje komunistično prepričanje. Na oddihu v Delnicah je bil 21. junija 1921 ubit notranji minister Milorad Drašković. Atentator je bil Alija Alijagić, pripadnik skupine mladih komunistov »Rdeča pravica« iz Bijeljine.

## Zakon o zaščiti države
Vlada SHS je 1. avgusta istega leta odgovorila z Zakonom o zaščiti javne varnosti in reda v državi, ki v svojem prvem členu navaja:
Člen 1. Za hudodelstvo v smislu kazenskega zakona se smatrajo tudi tale dejanja: 1. pisanje, izdajanje, tiskanje, razširjanje: knjig, časopisov, plakatov ali objav, ki merijo nato, da se kdo naščuva k nasilju zoper državna oblastva, določena z ustavo, ali vobče, da se ogroža javni mir ali spravlja v nevarnost javni red. To velja tudi za vsako pisemsko ali ustno komunistično ali anarhistično propagando ali nagovarjanje drugih, da je treba izpremeniti politični ali ekonomski red v državi s hudodelstvom, nasiljem ali s kakršnimkoli terorizmom; 2. organiziranje, podpiranje društev ali pristop k takim društvom, ki imajo za namen propagando komunizma, anarhizma, terorizma ali pripravo ali izvršitev umorov ali nelegalno in neparlamentarno prilaščanje oblasti, kakor tudi sploh vse, kar je navedeno v prvi točki.
Na podlagi tega zakona je bila leta 1925 prepovedana tudi Hrvaška kmečka stranka.

## Mala obznana
Z izrazom mala obznana se navadno označuje razglas, s katerim je jugoslovanska vlada Pašić-Pribičevića 12. julija 1924 razpustila vse delavske organizacije. 
Dne 11. julija 1924 je bila ministrska odredba odposlana pokrajinskim oblastem v obliki šifrirane
depeše, naslednji dan pa še kot okrožnica, ki jo je veliki župan v Ljubljani prejel 13. julija. Se istega dne, kot lahko ugotovimo po delovodniku v Arhivu SR Slovenije, je poslal »malo Obznano« v ukrepanje nižjim oblastem. Kopija »male Obznane« se je ohranila le v arhivu Instituta za historiju radničkog pokreta Hrvatske v Zagrebu, grupa II, inv. št. 77.

## Povezave
- Obznana - besedilo. V: France Klopčič, Komunistična stranka v Sloveniji po Obznani, Prispevki za zgodovino delavskega gibanja, 1960, št. 2, str.63-65.

1. ↑  Mirko Stiplovšek, Prepoved neodvisnih strokovnih organizacij leta 1924 in začetek nove sindikalne politike KPJ v Sloveniji, ZGODOVINSKI ČASOPIS, 40, 1986, št. 1-2, str.95